# 中魯德尼亞
51°33′22″N 28°34′21″E / 51.55611°N 28.57250°E
中魯德尼亞（烏克蘭語：Середня Рудня），是烏克蘭北部的村莊，隸屬日托米爾州的科羅斯滕區。該村面積0.22平方公里，海拔高度148米，2001年人口36，人口密度每平方公里162.16人。